# Salmo aphelios
Salmo aphelios – gatunek ryby z rodziny łososiowatych (Salmonidae).

## Występowanie i Biologia
Endemiczny pstrąg, występujący w jeziorze Ochrydzkim. Salmo aphelios to jeden z czterech różnych pstrągów występujących w Jeziorze Ochrydzkim, obok S. balcanicus, S. letnica i S. lumi. Gatunki pstrągów ochrydzkich, różnią się czasem rozrodu i siedliskiem, przez co w praktyce uważa się, że są one od siebie odizolowane pod względem rozrodczym. Dane genetyczne nie potwierdziły jednak tego rozróżnienia.
Salmo aphelios odbywa tarło od maja do lipca w pobliżu podwodnych źródeł na wschodnim brzegu jeziora, na granicy macedońsko-albańskiej. Jego ikra ma zazwyczaj pomarańczowy kolor. Ogólnie rzecz biorąc, pstrągi ochrydzkie są srebrzyste z czarnymi kropkami. Wzdłuż linii bocznej występują czerwone kropki. Dorasta do 40 cm długości.